# الإنسان ذلك المجهول
بهذه الكلمات بدأ ألكسي كاريل مقدمة أشهر كتبه (الإنسان ذلك المجهول) الذي استقبل بحماسة عظيمة عندما نشر لأول مرة ولذلك أعيد طبعه عدة مرات لانه يشتمل على كثير من تجارب مؤلفه عن الإنسان والحياة من وجهة النظر العلمية البحتة.
وقد حص الدكتور كاريل على جائزة نوبل عام 1912 لابحاثه الطبية الفذة.

## تاريخ الكتاب
يصعب على المرء في الحقيقة فهم السبب أو الأسباب التي جعلت أوساطاً تقدمية كثيرة، في العالم العربي وغيره، تُقبل خلال السنوات التالية للحرب العالمية الثانية، على قراءة كتاب وضعه طبيب وعالم فرنسي كان خلال تلك الحرب يتعامل مع حكومة فيشي الموالية للنازيين في فرنسا. والأدهى من هذا أن تعاون ذلك العالم مع أعوان هتلر، كان بناء على رغبة أملاها عليه سيد أولئك المتعاونين، الماريشال بيتان. ومن ناحية ثانية، مرتبطة بالأول طبعاً، يصعب كذلك فهم السبب الذي جعل طبيباً لبنانياً قوياً من الأوساط الشيوعية اللبنانية هو الذي يترجم الكتاب إلى العربية فيُقرأ على نطاق واسع. الكتاب الذي نعنيه هنا هو «الإنسان… ذلك المجهول» أما مؤلفه فهو ألكسي كاريل، الذي كان في عام 1912، واحداً من أول العلماء الفرنسيين الذين يفوزون بجائزة نوبل للعلوم الفيزيائية والجراحة. مهما يكن من أمر فإن هذا الكتاب، الذي صدر في أصله الفرنسي عام 1935، تعود شهرته ومكانته، ومقروئيته الواسعة في فرنسا نفسها إلى عام صدوره 1935، ما يعني انه اشتهر قبل دخول النازيين إلى فرنسا، بل قبل أن يرتبط أي عالم أو مثقف فرنسي بالنازيين، إذا استثنينا حفنة من كتّاب اليمين المتطرف. ففي ذلك العام كان كاريل، لا يزال يعتبر - في فرنسا - عالماً ومفكراً تقدمياً يهتم بالإنسان وحياته وبقائه في الكون، من دون أن يمتزج بذلك الاهتمام، لديه، أي بعد أيديولوجي. بالتالي يمكن الافتراض بأن القراء التقدميين في العالم، حين ظلوا يقرأون هذا الكتاب بعد انقضاء الحرب العالمية الثانية، كانوا منقطعين عن أخبار كاريل وعمله - العلمي الخالص - ضمن إطار المهمات العلمية التي كلف بها. ولعل من المفيد أن نشير هنا إلى أن كاريل لم يطله ما طاول غيره من المتعاونين الفرنسيين بعد التحرير. إذ شفعت له جائزة نوبل، وكذلك كونه يعمل في القضايا العلمية بعيداً من الأيديولوجيا سواء كانت نازية أو غير نازية. ويعزز هذا ان كاريل واصل بعد انقضاء الحرب وهزيمة النازيين، عمله العلمي، بل انه واصل الكتابة، لينجز قبل وفاته كتاباً ثانياً، له موضوع واهتمامات «الإنسان… ذلك المجهول» أشرفت زوجته على إصداره بعد رحيله، عنوانه «تأملات حول مسلك الحياة».
الإنسان… ذلك المجهول و«تأملات في مسلك الحياة» كتابان فلسفيان، على عكس ما كان يمكن أن يُتوقع من كاريل، الذي كان عرف قبل ذلك باهتماماته العلمية الخالصة وكتاباته التقنية. ولكن يبدو أن الرجل، عند بداية سنوات الثلاثين من القرن العشرين، كان بعد تأمل علمي طويل واهتمام بوضعية الإنسان في قرن الأيديولوجيات والصراعات الكبرى، قد توصل إلى نتائج تفرق بين بيولوجية الإنسان ومسار الكون من ناحية، والبعد الروحي - الأخلاقي لدى هذا الإنسان في مسار الكون، ورأى أن لديه أموراً كثيرة في هذا السياق عليه أن يقولها. رأى أن العلم - الذي كان هو واحد من أقطابه - لا يمكنه أن يسكت أمام ما يحدث للإنسان، فآثر أن يقول كلمته. وإذا شئنا أن نختصر هنا كلمة كاريل في هذا السياق، يمكننا أن نقول إنه، في تأملاته الفكرية - الفلسفية، بات يرى - في ذلك الحين، أن الحياة إنما تخضع لقانون مثلث: «قانون الحفاظ على الحياة» (أي البقاء)، قانون «مواصلة النوع» (أي إعادة إنتاج الإنسان وراثياً)، وأخيراً «قانون رقي العقل» (تطور الفكر). ورأى كاريل أن العلم، ومنذ عصر النهضة، قد تطور في مجال معرفة المادة المادية، أكثر بكثير مما تطور في معرفته للإنسان… للكائنات الحية. مع أن الواقع المنطقي يقول لنا إن دراسة الكائن الحي، قادرة أكثر بكثير من دراسة الجماد، على توفير أسباب الرقي والتطور للكون. ومن هنا يتوجه كاريل في خطابه إلى كل أولئك الذين يريدون الإفلات من استعباد الدوغمائيات الجاحدة لهم لـ «الوصول إلى تصور جديد للتقدم الإنساني». وللوصول إلى هذا الهدف، يقول لنا كاريل إنه بات من الضروري «خلق علم للإنسان. علم معمق وشامل، يستخدم كل ما هو متوافر من تقنيات معروفة، آخذاً في حسبانه ضرورة دراسة كل وظيفة من الوظائف في إطار علاقتها مع مجموع هذه الوظائف». ومن هنا يلح كاريل على أن من الواجب علينا اليوم أن نبارح، ولو لبعض الوقت الاهتمام بمجال التقدم الميكانيكي، عابرين - في بعض الحالات - حدود المسألة الصحية الكلاسيكية والطب والدراسة المادية الخالصة حتى وإن كنا نعرف أن هذه أمور ضرورية لوجودنا، وفي مقابل هذا «يتوجب علينا أن ننكب على دراسة الظواهر التي تفلت عادة من معاييرنا المعتادة، مع أنها قادرة - على الأرجح - على أن تفتح لنا آفاق مناطق لا تزال حتى يومنا هذا - أي حتى أيام كتابة كاريل لهذا النص طبعاً - مجهولة. «صحيح أن الفيزيولوجيا والطب وعلوم الصحة وعلوم الاجتماع والتربية، قد درست جميعها الإنسان في مختلف سمات وجوده. بيد أنها كلها أهملت، في طريقها دراسة الكائن البشري في كليته وتعقّده» إضافة إلى أنها، وفي شكل خاص «لم تعط الاهتمام اللازم والكافي، خلال تعمقها في البحث حول البيولوجيا البشرية، لنشاطات الإنسان الأخلاقية» يقول كاريل ويضيف: «إن حضارتنا، وحتى اليوم، لم تتمكن من خلق بيئة تلائم نشاطاتنا الذهنية العقلية» وما هذا إلا «لأنها تتجاهل الجانب الأخلاقي من وجود الإنسان عمداً». ومن ناحية ثانية، ضمن إطار شروط الوجود الجديدة التي خلفناها، ها هي نشاطاتنا الأكثر بروزاً تتطور وتنمو في شكل سيّء وبطريقة غير متكاملة، كما لو أن - وسط كل العجائب التي تبدعها الحضارة الحديثة - ثمة ميلاً لدى الشخصية الإنسانية، نحو فصل نفسها عن جوانيتها الأخلاقية. وما هذا إلا لأننا، وعلى رغم كل الجهود التي بذلها الأطباء وعلماء الصحة، لم تتمكن من إطالة عمر الحياة الإنسانية أو تحسينها، فافترضنا أن الراحة المحدثة، ونمط الحياة الذي يتبناه سكان المدينة الحديثة، من شأنهما أن يخرقا بعض قوانين الطبيعة».
ويستأنف كاريل هذه المحاججة قائلاً إننا، في معرض رصدنا لجسم الإنسان، نلاحظ أن العلاقات بين مختلف أعضاء هذا الجسم، مضمونة من طريق سريان الدم في الشرايين ومجرى الأعصاب في منظومتها المتكاملة: في هذا الإطار نلاحظ كيف أن كل جزء من الجسم يتأقلم في وسطه البيئوي، سواء كان هذا الوسط جسدياً أو اجتماعياً. ومن هنا فإن التأقلم يعتبر سمة أساسية من سمات وجود الظواهر العضوية أو الذهنية. ولكن «لسوء الحظ، في الحياة الحديثة، ها نحن لا نأخذ في اعتبارنا هذه الوظيفة الأساسية، حيث بفعل إلغائنا في شكل كامل تقريباً، استخدام هذه الوظيفة، أحدثنا ارتباكاً خطيراً يصيب الجسد والروح في الوقت نفسه». ويرى كاريل، على سبيل الاستنتاج أن «معرفة أواليات التأقلم، وحدها، هي التي ستسمح لنا بأن نعيد بناء الفرد وتقويم حياته». غير أن «المجتمع الحديث يتجاهل الفرد تماماً غير عابئ إلا بالنوع الإنساني ككل: وهذا الخلط هو الذي يؤدي إلى جعل الكائن البشري كائناً قياسياً، بمعنى أن الفرد يجب أن يكون طبق الأصل من المجموع.
إذاً، نحن هنا في نهاية الأمر، أمام دعوة إلى اهتمام العلم بالفرد وتنمية قدراته وشخصيته، والكف عن اعتباره جزءاً من قطيع. وإذا كان فكر كاريل، في «الإنسان… ذلك المجهول» يؤدي إلى مثل هذا الاستنتاج، لا بد لنا من التساؤل عما جعله ينجح لدى الفئتين اللتين كانتا طوال القرن العشرين تشتغلان على الضد تماماً من فكرة الفرد، لمصلحة فكرة القطيع: اليساريين التقدميين من ناحية، والفاشيين النازيين من ناحية أخرى. مهما يكن، كان ألكسي كاريل (1873 - 1944) حين سجل هذه الأفكار التي تبدو لنا اليوم شديدة الحداثة والراهنية، غير عابئ لا بهؤلاء ولا بأولئك. كان عالماً أفاق يوماً على محدودية العلم والخسارة التي تكبدتها روح الإنسان… طوال قرون، فقرر أن يسجل رأيه ويكتب كلمته ففعل.

## فصول الكتاب
في الفصل الأول (الحاجة إلى معرفة الإنسان معرفة أفضل) يقول:
.إلى ان يقول:
وفي عرضه للأسباب التي ادت بنا الي التأخر في علوم الإنسان والحياة يقر كاريل بأن البيئة الحالية ليست ملائمة ابدا للإنسان لانها تطورت بشكل كبير أكثر من تطور الإنسان الذي يعيش فيها والذي لم يستطع مجاراة هذا التطور.
وفي الفصل الثاني (علم الإنسان) الذي يؤكد فيه على الحاجة الشديدة لفحص الإنسان فحصا شاملا وضرورة الاختيار بين المعلومات غير المتجانسة التي تتعلق بالإنسان.. يقول:
وفي الفصل الثالث(الجسم ووجوه النشاط الفسيولوجيه) يتحدث عن جوانب النشاط الإنساني بطريقة بديعه يكاد يكون هذا الفصل من امتع ماقرأت في علم الحياة
حيث يبدوا فيه محاولة تقريب العمليات الحيوية المعقده إلى الفهم العادي وإلى ربط جميع التفاعلات بصورة منظمة وسلة الإدراك.
يقول:
وفي الفصل الرابع يتحدث عن النشاط العقلي كعمليات الشعور وقهر النفس والتأمل والنشاط الادبي والأخلاقي.. الخ
وفي الفصل الخامس  يرسخ مفهوم الزمن الداخلي وهو مختلف عن الزمن العادي تماما.
ويخصص الفصل السادس  للوظائف التنسيقية
اما الفصل السابع فيتكلم فيه الفرد
و الفصل الثامن  عن إعادة صياغة الإنسان.

## مقتبسات
الكتاب يصنف ضمن كتب فلسفة العلوم وهو يقدم فيض من المعلومات يقدم ألكسي كاريل عبارات في منتهى الجمال :
- «إن كثرة وجبات الطعام وانتظامها ووفرتها تعطل وظيفة أدت دورا عظيما في بقاء الأجناس البشرية وهي وظيفة التكيف على قلة الطعام. كان الناس في الزمان الغابر يلتزمون الصوم في بعض الأوقات وكانوا إذا لم ترغمهم المجاعة على ذلك يفرضونه على أنفسهم فرضا بإرادتهم. إن الأديان كافة لا تفتأ تدعو الناس إلى وجوب الصوم. يحدث الحرمان من الطعام أول الأمر الشعور بالجوع، ويحدث أحيانا بعض التهيج العصبي, ثم يعقب ذلك شعور بالضعف. بيد أنه يحدث إلى جانب ذلك ظواهر خفية أهم بكثير منه. فإن سكر الكبد يتحرك ويتحرك معه الدهن المخزون تحت وبروتينات العضل والغدد وخلايا الكبد، وتضحي جميع الأعضاء بمادتها الخاصة للأبقاء على كمال الوسط الداخلي وسلامة القلب، وإن الصوم لينظف ويبدل أنسجتنا. »

- «إننا لن نصيب أية فائدة من زيادة عدد الاختراعات الميكانيكية، وقد يكون من الأجدى ألا نضفي مثل هذا القدر الكبير من الأهمية على اكتشافات الطبيعة والفلك والكيمياء، فحقيقة الأمر أن العلم الخالص لا يجلب لنا ضررا مباشرا، ولكن حينما يسيطر جماله الطاغي على عقولنا ويستعيد أفكارنا في مملكة الجماد (الأشياء التي حولنا)، فإنه يصبح خطرا، ومن ثم يجب أن يحول الإنسان اهتمامه إلى نفسه وإلى سبب عجزه الخلقي والعقلي، إذ ما جدوى زيادة الراحة والفخامة والجمال والمنظر وأسباب تعقيد حضارتنا إذا كان ضعفنا يمنعنا من الاستعانة بما يعود علينا بالنفع ؟ حقا إنه لمما لا يستحق أي عناء أن نمضي في تجميل طريق حياة تعود علينا بالانحطاط الخلقي وتؤدي إلى اختفاء أنبل عناصر الأجناس الطيبة... ومن ثم فإنه من الأفضل كثيرا أن نوجه اهتماما أكثر إلى أنفسنا من أن نبني بواخر أكثر سرعة، وسيارة تتوفر فيها أسباب الراحة، وأجهزة راديو أقل ثمنا أو تليسكوبات لفحص هيكل سديم على بعد سحيق... ما هو مدى التقدم الحقيقي الذي نحققه حينما تنقلنا أحد الطائرات إلى أوروبا أو إلى الصين في ساعات قلائل ؟ هل من الضروري أن نزيد الإنتاج بلا توقف حتى يستطيع الإنسان أن يستهلك كميات أكثر فأكثر من أشياء لا جدوى منها ؟ ليس هناك أي ظل من الشك في أن علوم الميكانيكا والطبيعة والكيمياء عاجزة عن إعطائنا الذكاء والنظام الأخلاقي والصحة والتوازن العصبي والأمن والسلام.»

- «إن حب الاستطلاع ضرورة لحياتنا. انه دافع أعمى لا يطيع أي قاعدة.»

- «ان وجه الشبه بين صورة واهلها يعود أي اختيار التفاصيل لا إلى عددها ولذا فإن رسم اليد يكون أكثر تعبيرا عن شخصية الفرد من صورة الفوتوغرافية.»

- «يناضل الإنسان في سبيل بقائه بعقله أكثر مما يناضل بجسمه. »

- «يجب أن يعيد الإنسان صياغة نفسه حتى يستطيع التقدم ثانية.. ولكنه لا يستطيع صياغة نفسه دون أن يتعذب.. لانه الرخام والنحات في وقت واحد.»

## الترجمة إلى العربية
- عادل شفيق
- شفيق فريد
- نهى بهمن